# Bränntjärnen (Norsjö socken, Västerbotten, 719670-170332)
Bränntjärnen är en sjö i Norsjö kommun i Västerbotten och ingår i Skellefteälvens huvudavrinningsområde. Sjöns area är 0,029 kvadratkilometer och den är belägen 258 meter över havet.